# Åkerkartlav
Åkerkartlav (Rhizocarpon disporum) är en lavart som först beskrevs av Nägeli och Hepp, och fick sitt nu gällande namn av Johannes Müller Argoviensis. Åkerkartlav ingår i släktet Rhizocarpon, och familjen Rhizocarpaceae. Enligt den finländska rödlistan är arten otillräckligt studerad i Finland. Arten är reproducerande i Sverige. Artens livsmiljö är klippor (inklusive flyttblock).